# Batallas de la Comunidad del Anillo
En el universo de ficción de Tolkien y en la obra El Señor de los Anillos se desarrollaron una serie de batallas menores y escaramuzas, en las que participaron únicamente los miembros de la Compañía del Anillo y que fueron importantes en la lucha contra Sauron. Listaremos aquí algunas de ellas y por orden cronológico.

## En Eriador
En el viaje de los Cuatro Hobbit hacia Rivendel, portando el Anillo Único se produjeron tres enfrentamientos:

### El ataque de los Jinetes Negros en Los Gamos
En el capítulo 11, libro I de La Comunidad del Anillo, se nos cuenta el ataque de los Nazgûl a la casa que Frodo había comprado en Cricava, cuando ya los hobbits se encontraban en la posada «El Póney Pisador».
El 30 de septiembre del año 3018 de la Tercera Edad del Sol, Fredegar Bolger, que había quedado al cuidado de la Casa, presiente, casi al amanecer, que algo malo estaba pasando por los alrededores. Sin darse cuenta una sombra negra se agazapaba entre los árboles que rodean la casa, por lo que atemorizado cierra con cerrojo la puerta principal. Tres negras sombras se apostan frente a la vivienda; uno frente a la puerta y otra a cada extremo de la fachada. Y atacan con furia, penetrando en la casa, derribando la puerta y entrando en tromba en su interior.
Gordo Bolger que había visto las sombras agitarse en el patio, escapó por la puerta trasera corriendo aterrorizado hacia una casa lindera. Al llegar los vecinos se dieron cuenta de que algo malo pasaba y dieron la voz de alarma haciendo sonar los cuernos. Todos los habitantes de Los Gamos se movilizaron al grito de ¡PELIGRO! ¡FUEGO! ¡ENEMIGOS! ¡DESPERTAD! ¡DESPERTAD!. Esto obligó a los Jinetes Negros a huir mientras las huestes hobbits se acercaban a la casa.

### Batalla en Amon Sûl
El 6 de octubre de 3018 T. E. Trancos y los cuatro Hobbit, en su viaje a Rivendel, llegan a la Cima de los Vientos y encuentran señales de que Gandalf estuvo allí lo que era una buena señal para los caminantes. Se dispusieron a acampar en una cañada en el flanco sur de la colina y a encender un fuego que, según Trancos les permitiría hacer frente a los Nazgûl, en el caso de que estos atacaran. Desde la cima de Amon Sûl ya habían visto movimientos en las cercanías, lo que había preocupado a Frodo.
Los Jinetes Negros habían atacado a Gandalf unos días antes (3 de octubre), pero no estaban todos, por ello esperaron a reunirse para controlar el camino y esperar la llegada de los Caminantes; porque sabían que se dirigían a ese lugar. Desde el ataque en Bree habían estado vigilando el Camino. Cuando sintieron la presencia del Anillo y al avanzar la noche, se dispusieron a atacar.
Trancos y los Hobbits se juntaron alrededor del Fuego, con las caras hacia afuera y blandiendo sus cortas espadasen una mano y en la otra largos palos encendidos. Pronto vieron a los atacantes que se ubicaron en la parte superior de la cañada y en el borde opuesto a la colina. Todos, menos Trancos, sintieron el terror que producía la presencia de los Nazgûl. Frodo sintió un irrefrenable deseo de colocarse el Anillo. Tres de los Nazgûl avanzaron mientras que dos se quedaron en el lugar que habían adoptado antes.
Frodo, con el Anillo puesto vio las caras blancas y macilentas, y las cabelleras canosas, de quienes muchos siglos antes habían sido hombres. El Anillo atrajo inmediatamente a la figura más alta. Tenía "(...)una cabellera brillante y larga y sobre el yelmo llevaba una corona. En una mano sostenía una espada y en la otra un cuchillo y tanto el cuchillo como la mano resplandecían con una pálida luz...", se trataba del Rey Brujo (ESDLA. Libro I. Cap 11). Este atacó directamente a Frodo, mientras los otros dos se detenían; el Hobbit se defendió con su pequeña espada arrojándose al suelo e intentando desesperada e inútilmente apuñalarle en los pies, dando al tiempo el grito élfico de ¡O Elbereth! ¡Gilthoniel!  . Pero sintió un agudo dolor en el hombro izquierdo. El Rey Brujo lo había herido con la Daga de Morgul.
Frodo alcanzó a ver, antes de desmayarse, que Aragorn había contraatacado con la "Espada Rota", en una mano y un tizón ardiente en la otra, obligando al Nazgûl a retroceder. Más tarde se enteró de que los otros hobbits sólo habían visto unas sombras correr hacia él, pero nada más; luego lo encontraron tendido en el piso.

### El Vado del Bruinen
Durante el ataque en Amon Sûl los Jinetes Negros no pudieron apoderarse del anillo gracias a la resistencia de Aragorn y a la dificultad que suponía para ellos el no encontrarse los nueve juntos. Decidieron retirarse y acecharles hasta encontrar el lugar adecuado para volver a atacarles todos a la vez.
El 18 de octubre de 3018 T. E., con Frodo herido, la Compañía llega a las cercanías de Rivendel. En la calzada que venía del oeste y al borde de un bosque de castaños se encuentran con el elfo Glorfindel, quien les advierte sobre la llegada de los Jinetes Negros. Además conforta a Frodo en su dolor y le presta su caballo Asfaloth, continuando lo más rápido posible hasta el cruce del río Bruinen.
El día 20 de octubre llegan, por fin, al pequeño Valle que precedía al cruce. Allí escuchan que 5 Nazgûl les dan finalmente alcance. Glorfindel le grita a Frodo para que huya, pero este sentía que los jinetes lo llamaban silenciosamente y desenvainó la espada lleno de ira. El Elfo, dándose cuenta de esto azuza al Caballo, gritándole en élfico ¡noro lim, noro lim, Asfaloth!. "Inmediatamente, el caballo blanco se precipitó hacia adelante y corrió como el viento por la última vuelta del camino. Al mismo tiempo los caballos negros se lanzaron colina abajo persiguiéndolo" (ESDLA. Libro I. Cap 12) 
Los cinco Jinetes se lanzan en persecución de Frodo, cuando por un lateral aparecen los otros 4, que estaban esperándole. Dos van directos hacia él y los otros dos intenta cortarle el paso antes de que llegue al Vados. Pero la velocidad de Asfaloth permitió que Frodo llegara al vado antes que los jinetes negros. Una vez cruzado, miró por sobre su hombro y vio a los Nueve, ya en el río dispuestos a seguirlo. Sin razón para creer que no iban a poder cruzar, alzó de nuevo su espada y les gritó, provocando que el capitán de los Jinetes, seguidos por dos de ellos, avanzaran a por él, cuando una poderosa creciente del río, provocada desde Rivendel, llegó impetuosamente; arrastrando a caballos y jinetes. 
Al otro lado del vado, Glorfindel, Aragorn y los demás habían encendido un fuego entre tanto, y cargaron contra los Jinetes que seguían en la orilla, asustando a los caballos y empujándolos al río crecido, siendo así arrollados también.

## Con los huargos en Eregion
Después de su fracasado intento de cruzar las Montañas Nubladas hacia Rhovanion por el Paso del Caradhras, para llevar el Anillo a Mordor, La Compañía del Anillo se dirige a Eregion para tratar de cruzar por Moria.
Habiendo acampado en lo alto de una colina, en donde había un círculo de grandes piedras y unos pocos acebos retorcidos; Gandalf y el resto de la Compañía discutían sobre si el mejor camino era la Mina de los Enanos. Mientras esto sucedía, ya en la madrugada del 13 de enero del año 3019 T. E., comenzaron a escuchar los aullidos en las cercanías, además de muchos ojos brillantes que intentaban rodearlos. Todo el mundo se disponía a defenderse cuando un gran huargo apareció en una brecha del círculo. el Mago Gris le gritó que se volviera. Lejos de escucharlo, el que parecía jefe de los lobos, avanzó hacia ellos; pero Legolas lo mató con un certero flechazo en el cuello.
Por un instante los aullidos desaparecieron, pero al decaer la noche una compañía completa de huargos los atacaron desde todos los ángulos. Gandalf ordenó que avivaran el fuego y que los hobbits desenvainaran y se pusieran espalda contra espalda, para protegerse. Aragorn mató al primero en llegar. Boromir le cortó el cuello a otro. Gimli, parado con sus dos piernas abiertas era efectivo con el hacha; mientras el arco de Legolas cantaba incesantemente.
De pronto Gandalf, tomó una tea llameante y la arrojó al aire gritando en élfico "Naur an edraith ammen! Naur dan i ngaurhoth!". Un gran estruendo siguió a la acción del Mago, y el árbol directamente sobre él se prendió como una gran antorcha; las llamas saltaron inflamando las copas de los demás árboles e iluminando el terreno. Luego de que la última flecha del Elfo Silvano hubiera matado a un gran huargo, los que sobrevivieron huyeron.
A la mañana sólo las flechas de Legolas, tiradas por todos lados y los restos del incendio eran las únicas señales de que había habido una batalla; no quedaban restos de los huargos, sus cuerpos habían desaparecido, lo que indicaba que eran bestias de Sauron y no lobos comunes los que habían intentado matarlos.

## Las dos Batallas en Moria
Luego de escapar de los huargos, la Compañía del Anillo se dirige a Moria. Llegaron al atardecer del mismo día de la batalla y entraron por la Puerta Oeste, que es destruida por el monstruo que habitaba la laguna, que rodeaba la entrada.

### En la Sala Vigesimoprimera
El viaje por el interior de Khazad-dûm fue bastante azaroso, los antiguos caminos dentro de la mina estaban arruinados y desgastados por el paso de los años. En el primer lugar en que se detuvieron a descansar fue en una encrucijada de tres túneles, junto a la cual había una especie de sala de Guardia. Allí Pippin, tontamente, arrojó una piedra a un pozo que se encontraba en un rincón de la Sala. Esta acción debió haber alertado a los orcos puesto que pronto y por un instante sintieron extraños ruidos.
El 14 de enero de 3019 T. E. llegan, por fin a la Sala vigesimoprimera y pasan la noche allí. Al día siguiente, descubren la Cámara de Mazarbul y la tumba de Balin. Cuando hacían un recorrido por la cámara y trataban de descifrar las palabras del Libro de Mazarbul, sintieron un gran ruido, "(...)como si algo rodara retumbando en los abismos lejanos, estremeciendo el suelo de piedra..." (ESDLA. Libro II. Cap 5) Se trataba de una fuerte avanzada Orca que se acercaba a la sala.
Inmediatamente Gandalf ordenó que se prepararan para la defensa. Boromir cerró la puerta norte, pero no antes de que el Mago, iluminando con un movimiento con la su vara el corredor, viera acercarse un gran número de orcos acompañado por un troll de las cavernas. Trabaron la puerta con espadas rotas y maderas, pero el troll empujó hasta que las hizo saltar y metió un brazo y una pierna. Boromir tiró un mandoble al brazo pero su espada rebotó y salió despedida hacia un lado. Todos se sorprendieron cuando Frodo gritando, ¡por La Comarca!, clavó a Dardo en un pie de la bestia, quien lo retiró sangrando.
El Segundo ataque no se hizo esperar, los orcos tiraron la puerta con arietes y por la abertura volaron flechas, que por fortuna no hirieron a nadie. Luego atacaron decididamente pero la resistencia de La Compañía fue muy fuerte. Legolas mató a dos, Gimli le corto las piernas de un hachazo a otro que había saltado a la tumba de Balin y Aragorn, Boromir mataron muchos y Sam Gamyi a otro, aunque resultó levemente herido. Tras caer trece orcos, el resto huyeron.
Pero apenas unos segundos después, mientras La Compañía comenzó a ir hacia la puerta del Este, un gran Uruk-Hai entró seguido por otros orcos. Estaba"(...)vestido con malla negra de la cabeza a los pies...su cara ancha y chata era morena, los ojos como carbones, la lengua roja; esgrimía una lanza larga..." (ESDLA. Libro II. Cap 5). Rechazando el ataque de Boromir con su escudo y esquivando el de Aragorn, se dirigió hacia Frodo, que se encontraba cerca de la vía de escape y lo lanceó, sobre el costado derecho dejándolo tendido a un lado. Sam, de un golpe de su espada Tumularia, partió la lanza en dos y Aragorn descargó Anduril sobre su cabeza, matándolo. Esto fue mucho para los orcos que volvieron a huir, esta vez la ocasión no fue desaprovechada por La Compañía que, a un grito de Gandalf, corrió escaleras abajo; mientras que el Mago se quedó un momento para retener a los posibles atacantes y trabar la puerta del lado interno, con un conjuro.

### La Batalla de la Cima
En realidad no se trata de una Batalla, sino de un combate singular entre dos poderosos: Gandalf "El Gris" y el Balrog de Moria. Y curiosamente, este combate no comienza en las alturas sino en las profundidades de la Mina.
El primer encuentro se da, aunque sin saberlo, cuando la Compañía huye de los Orcos, la Cámara de Mazarbul. Mientras Todos descienden por unas estrechas escaleras, el Mago Gris se queda a trabar la puerta con un conjuro. y El Balrog lanza un contraconjuro, obligando al Mago a retroceder.
El segundo encuentro tiene lugar en Puente de Khazad-dûm. El Mago espero al Daño de Durin en un extremo del Puente, y el Balrog atacó con su espada roja y llamenante y un látigo de muchas colas. Tras ese combate que hizo caer a la Bestia, esta saltó a medio del Puente, pero el mago golpeó la vara contra el puente y este se derrumbó en el extremo en donde se encontraba el Daño de Durin cayendo al abismo. Pero mientras caía, el látigo atrapó las rodillas de Gandalf y ambos se precipitaron hacia las profundidades.
El tercer y último combate se produjo en la cima del Zirak-Zigil, Gandalf hirió mortalmente al Daño de Durin arrojándolo contra un flanco de la Montaña que quedó casi totalmente destruido. Pero Gandalf mismo murió en la cima.

## Batalla en Amon Hen
Tras su altercado con Frodo, Boromir vuelve a Parth Galen y la compañía sale a buscar al hobbit en varias direcciones, Merry y Pippin van hasta un claro a una milla del prado y son atacados por los Orcos. Pero estos no tenían intención de matarlos, sino de capturarlos, siguiendo órdenes de Saruman, que sabía que un hobbit portaba el Anillo Único. Aun así Pippin luchó fieramente, matando a algunos y cortando muchos brazos.
Entonces llegó Boromir quien había sido enviado por Aragorn a proteger a los hobbits. Blandiendo su espada saltó hacia el prado y mató a muchos Orcos de la Mano Blanca, los sobrevivientes huyeron. Pero muy pronto otro gran grupo de orcos, entre ellos muchos Uruk-Hai, volvieron a atacarlo lanzando flechas. Boromir hizo sonar el poderoso cuerno de Gondor, reclamando ayuda; tan fuerte fue su sonido que repercutió hasta en la mismísima Minas Tirith. El enemigo, al ver que no recibía respuesta, arreció el ataque con flechas. Muchas lo atravesaron, finalmente quedando su cuerpo contra un árbol y moribundo se deslizó al suelo intentando sacarse una flecha.
Cuando 'Aragorn lo encontró estaba sentado con muchas flechas, con penacho negro, atravesándolo y en una mano sostenía la Espada, que estaba rota a la altura de la empuñadura. Boromir le contó al montaraz lo que había pasado con Frodo y le pidió que fuera a Gondor a defender Minas Tirith. Tras esto cerró los ojos y murió. Esto ocurrió un 26 de febrero del año 3019 de la Tercera Edad.

## Combates en el antro de Ella-Laraña
Trataremos aquí dos combates singulares sostenidos por Sam Gamyi en el antro de Ella-Laraña, lugar a donde los había llevado Gollum para entrar a Mordor; con la esperanza de que la monstruosa Ella-Laraña se devorara a los Hobbitts, para poder quedarse con el Anillo Único. Ambos combates sucedieron el 12 de marzo del año 3019 de la Tercera Edad

### Contra Gollum
Luego de romper la tela de araña que taponaba la salida de Torech Ungol, Frodo saltó hacia afuera y empezó a correr loco de felicidad, sorprendiendo a Sam, que quedó en el rellano del túnel. Cuando se disponía a seguirlo vio como Ella-Laraña salía de otro túnel y lo perseguía. Cuando intentó seguirla para defender a Frodo, una mano le tapó la boca y otra lo tomo por el cuello. Era Gollum que le siseaba al oído: "(...)Por fin, mi tesoro, por fin lo hemos atrapado, sí, al hobbit perverso. Nos quedamos con éste. Que Ella se quede con el otro..." (ESDLA. Libro IV. Cap )
Gollumm que estaba acostumbrado a atrapar a sus presas de esa manera, no previó la reacción de Sam Gamyi. Este poseído por la furia que le provocó el ataque a traición y por la desesperación de ver a su amo acorralado por la araña; se retorció y giró la cabeza con tanta fuerza y decisión, que se zafó de la mano que le tapaba la boca. Tras cartón se agachó y tiró su cuerpo hacia adelante, tratando de zafarse de la mano en el cuello.
Sam tenía la espada de los túmulos en su mano derecha y el bastón que le había dado Faramir en la izquierda. Tiró una estocada al cuerpo de su enemigo. Pero Gollum, rápidamente, se repuso de la sorpresa inicial y con la mano libre atenazó el brazo que sostenía la espada; sus dedos le doblaron la mano hacia atrás y hacia adelante, hasta que Sam soltó la espada con un alarido.
Sam jugó la última carta, se afirmó bien en el suelo y cayó de rodillas echando su cuerpo hacia atrás y como había sujetado a Gollum con firmeza este pasó por sobre su cabeza, cayendo de espaldas contra el suelo. El hobbit, que no había soltado a su enemigo, cayó sobre él con todo el peso de su cuerpo. Esto hizo que perdiera el aire y soltara a Sam Gamyi del cuello, pero no de la mano con la que había sostenido la espada. El hobbit se puso de pie y con la mano izquierda descargó un bastonazo, justo por debajo del codo, del brazo que todavía agarraba a Sam. 
Gollum soltó a Sam con un espeluznante chillido. Pero el hobbit, lejos de dejarlo y sin cambiar el bastón de mano, tiró un tremendo golpe que dio de lleno en la espalda de Gollum; quien a último momento movió la cabeza. La vara, de durísimo Lebetron, se quebró contra el cuerpo del enemigo. Esto resultó suficiente para Gollum que corrió hacia el túnel justo cuando Sam blandía, de nuevo, su espada, dispuesto a acuchillarlo. Cuando el hobbit, preso de furia, comenzó a perseguirlo Gollum se hundió en el Antro y Sam recordó a Frodo y fue en su ayuda

### Combate con la Araña
Cuando Sam Gamyi se acercaba a donde yacía Frodo, contempló con horror como Ella-Laraña había atado con telarañas a su amo y como, levantándolo con sus patas traseras, comenzó a llevárselo hacia Torech Ungol.
Presa de la furia y la desesperación, Sam se abalanzó contra la Araña, no sin antes recoger a Dardo que estaba tirada cerca de Frodo y la atacó con un furibundo mandoble sobre una de las patas, amputándole una garra. Ella-Laraña se volvió sobre sí misma para contraatacar. En ese instante, Sam saltó hacia el arco formado por sus patas y tiró una estocada contra los ojos que poblaban la cabeza, destruyendo a uno de ellos. Al quedar debajo del vientre y lejos de sus garras, el hobbit volvió a levantar con fuerza a Dardo y la hirió en su abdomen.
Ella, que su pellejo estaba protegido por "(...)capas y capas de excrecencias malignas", (ESDLA. Libro IV. Cap 9) casi no sintió el golpe, a pesar de que la incisión era monstruosa. Por lo que, levantó el saco del vientre por sobre la Cabeza de Sam y lo dejó caer sobre el hobbit. Este, que estaba aún parado, sostuvo en alto y con las dos manos la espada élfica y Ella-Laraña se precipitó sobre la punta. "(...)Más y más profundamente penetraba cada vez aquella punta, mientras Sam era aplastado poco a poco contra el suelo." (Ibidem) Ahí si el dolor fue inimaginable, ella misma había provocado esa horrorosa herida. Se estremeció y levantó su cuerpo y con sus patas combadas bajo el vientre, hizo fuerza y saltó hacia atrás.
La Señora de Cirith Ungol, como la llamaban los Orcos, unos pasos lejos de Sam, se agazapó para contraatacar. Este, que había quedado de rodillas, recordó el Frasco de Galadriel que llevaba en un bolsillo de su chaqueta y lo sacó. De pronto y sin proponérselo unas desconocidas, para él, palabras élficas brotaron de su boca:
A Elbereth Gilthoniel
o menel palan-díriel,
le nallon sí di'nguruthos!
A tiro nin, Fanuilos!
Este grito, más la fuerte decisión de Sam de continuar la pelea, hizo que la Luz de Eärendil brillara "(...)como una antorcha incandescente. Centelleó, y pareció que una estrella cayera del firmamento rasgando el aire tenebroso con una luz deslumbradora..." (Ibidem) Y esto fue suficiente para la criatura de Morgoth porque los rayos de la luz penetraron en su cabeza y se esparcieron por los ojos arracimados y cayó hacia atrás cegada y dolorida. Con un movimiento hacia el costado se enderezó y se arrastró hacia la boca del Túnel dejando un rastro de barro amarillo-verdoso. Sam la siguió y alcanzó a cercenarle otra de sus patas traseras antes de que Ella-Laraña se perdiera en el Antro ya rumiar su derrota.